# ناحیه هادلی، میشیگان
ناحیه هادلی (به انگلیسی: Hadley Township) یک منطقهٔ مسکونی در ایالات متحده آمریکا است که در شهرستان لپیر، میشیگان واقع شده‌است.
 ناحیه هادلی ۹۳٫۴ کیلومتر مربع مساحت و ۴٬۵۲۸ نفر جمعیت دارد و ۲۸۳ متر بالاتر از سطح دریا واقع شده‌است.